# Спутник (Казахстан)
Спу́тник (каз. Спутник) — станційне селище у складі Аксуської міської адміністрації Павлодарської області Казахстану. Входить до складу Достицького сільського округу.
Населення — 270 осіб (2021; 323 у 2009, 472 у 1999, 699 у 1989).
Національний склад станом на 1989 рік:
- росіяни — 57 %